# Pokémon 2: Op eigen kracht
Pokémon 2: Op eigen kracht (Engelse titel: The Power of One), ook bekend als Pokémon: The Movie 2000 of Pokémon 2: De film, is de tweede animatiefilm in de Pokémonreeks, geregisseerd door Kunihiko Yuyama. Ook aanwezig in de productie is Pikachu en de redding, een kort verhaal over Pikachu voordat de echte film begint. De originele Japanse titel luidt Maboroshi no Pokemon: Rugia Bakutan. Voluit Gekijô-ban Poketto Monsutâ: Maboroshi no Pokemon: Rugia Bakutan.

## Uitzendgegevens
Kwam op 17 juli 1999 uit in de bioscoop in Japan. In 2000 volgde de theatrale vertoning in Nederland, kwam de video-uitgave in hetzelfde jaar (dvd in 2002) en wordt sinds 2008 de film regelmatig uitgezonden door opeenvolgend Jetix en Disney XD. In 2001 beleefde de film zijn tv-prémiére op Film1 en werd in de jaren daarna regelmatig herhaald door RTL 4 in de Engelstalige versie, Nederlands ondertiteld. In 2009 werd de film opnieuw uitgebracht op dvd, ook dit keer weer door Warner Bros.

## Nasynchronisatie
De nasynchronisatie lag in handen van JPS Producties. Het is de tweede film door deze studio.

### Rolverdeling
| Acteur             | Personage       | Nederlandse versie | Amerikaanse versie |
| ------------------ | --------------- | ------------------ | ------------------ |
| Unsho Ishizuka     | Verteller       | Jeroen Keers       | Rodger Parsons     |
|                    |                 |                    |                    |
| Rica Matsumoto     | Ash Ketchum     | Christa Lips       | Veronica Taylor    |
| Mayumi Iizuka      | Misty           | Marlies Somers     | Rachael Lillis     |
| Tomokazu Seki      | Tracey Sketchit | Martin van den Ham | Ted Lewis          |
| Takeshi Kaga       | Lawrence III    | Victor van Swaay   | Neil Stuart        |
| Akiko Hiramatsu    | Melody          | Isa Hoes           | Amy Birnbaum       |
| Koichi Yamadera    | Lugia           | Filip Bolluyt      | Eric Rath          |
|                    |                 |                    |                    |
| Ikue Otani         | Pikachu         | Ikue Otani         | Ikue Otani         |
| Masami Toyoshima   | Delia Ketchum   | Beatrijs Sluijter  | Veronica Taylor    |
| Megumi Hayashibara | Jessie          | Hilde de Mildt     | Rachael Lillis     |
| Miki Shinichirou   | James           | Bram Bart          | Eric Stuart        |
| Inuko Inuyama      | Meowth          | Jan Nonhof         | Maddie Blaustein   |
| Keiko Han          | Professor Ivy   | Edna Kalb          | Kayzie Rogers      |

overige
|Fred Meijer
Marjolein Algera
Olaf Wijnants
|
|

## Soundtrack
| Titel                | Zanger                       | Componist                     | Soort |
| -------------------- | ---------------------------- | ----------------------------- | ----- |
| Pokémon World        | Youngstown en Nobody's Angel | John Loeffler en John Siegler | Intro |
| The Power of One     | Donna Summer                 | ???                           | Outro |
| Polkamon             | "Weird Al" Yankovic          | ???                           | Outro |
| Flying Without Wings | Westlife                     | ???                           | Outro |

## Dvd
| Titel                                  | Afleveringen | Verschijningsdatum                         | Talen                                       | Distributeur                          |
| -------------------------------------- | --- | ------------------------------------------ | ------------------------------------------- | ------------------------------------- |
| Pokémon Film 1-10 (10 dvd's - box)     | *Mew tegen Mewtwo (1) *Op eigen kracht (2) *In de greep van Unown (3) *4-Ever (4) *Helden (5) *Jirachi, droomtovenaar (6) *Doel Deoxys (7) *Lucario en het mysterie van Mew (8) *De tempel van de zee (9) *De opkomst van Darkrai (10) speelduur: ca. 900 minuten verpakking: halfdun dvd-dozen in een kartonnen hoes opmerkingen: betreft een heruitgave van de originele uitgaves zoals verkrijgbaar in 2009 | oktober 2009 (momenteel niet in de handel) | Nederlands Engels                           | RCV Entertainment / Warner Home Video |
| Pokémon 2 Op eigen kracht (ook op VHS) | * Op eigen kracht * Pikachu en de redding speelduur: ca. 90 minuten verpakking: plastic digi-pak extra's: nog toe te voegen opmerkingen: * versneld beeld en geluid | oktober 2002 (momenteel niet in de handel) | Nederlands Engels Frans Portugees Italiaans | Warner Home Video                     |
| Pokémon 2 Op eigen kracht              | * Op eigen kracht * Pikachu en de redding speelduur: ca. 90 minuten verpakking: standaard-dvd-doos extra's: nog toe te voegen opmerkingen: * versneld beeld en geluid | 2009 (heruitgave)                          | Nederlands Engels Frans Portugees Italiaans | Warner Home Video                     |